# Trott-war
Die Trott-war ist eine Straßenzeitung und wird unter dem Motto „Arbeit, Selbstvertrauen, Perspektive“ seit dem 17. November 1994 für die Stuttgarter Stadtgebiete und das Umland vom gleichnamigen Verein monatlich herausgegeben. Darüber hinaus unterstützt der von sozial engagierten Journalisten und Privatleuten gegründete Verein weitere Projekte wie Die alternative Stadtführung (seit Mai 2006), das Pfandprojekt Spende dein Pfand, das Trott-war Theater-Team, das Wohnprojekt, ein Kunstprojekt mit einer Galerie sowie die TW-Grabfürsorge.
Finanziert wird die Zeitung durch den Verkaufserlös sowie mittels Spenden, Sponsoring, Abonnements, Anzeigen und über Mitgliedsbeiträge.

## Ziele
Mit der Straßenzeitung unterstützt der Verein Menschen in Notlagen (z. B. bei Obdach- oder Arbeitslosigkeit, Drogen-, Familien- oder Beziehungsproblemen) und bietet neben einem zusätzlichen Einkommen sozial Benachteiligten eine Möglichkeit der Integration in die Gemeinschaft.

## Öffentlichkeitsarbeit
Eine Fotoreihe mit Porträts von Trott-war-Verkäufern des Fotografen Deniz Saylan sowie Kurzfilme in Kinos und Internet machen zusätzlich auf die Situation dieser Menschen aufmerksam. Die Kampagne steht unter dem Motto „Herren des Schicksals“ und startete Anfang 2013.
Ebenso porträtierte der Fotograf Thomas Jäger Verkäufer der Trott-war.
Der Stuttgarter Karikaturist Kostas Koufogiorgos stellt für jede Ausgabe eine seiner Karikaturen zur Verfügung.
Ende Januar 2023 berichtete die Stuttgarter Zeitung über Kritik des Personals am Geschäftsführer der Straßenzeitung, Helmut H. Schmid, im darauffolgenden März von Untersuchungen der Steuerfahndung. Anfang Mai 2023 besuchte eine Journalisten der Kontext: Wochenzeitung den Verein und porträtierte Schmid. Ein Gespräch mit dem Vorstand kam nur mit wenigen Worten nur zu Stande. Auf den Vorwurf der Vetternwirtschaft angesprochen, verglich der den Verein Trott-war mit dem Familienunternehmen Trigema. Im April 2023 war Schmid für den Negativpreis Der goldene Gaul nominiert, der für nach Ansicht der Jury sexistische Aussagen verliehen wird. Schmid soll in einem Interview in einem Podcast gesagt haben, dass es ihn „antörne, Frauen in kurzen Röcken in Paternoster-Aufzügen von unten zu betrachten“.